# Sarah Wayne Callies
Sarah Wayne Callies (født Sarah Anne Callies den 1. juni 1977 i La Grange, Illinois) er en amerikansk skuespillerinde, bedst kendt for sin rolle som Sara Tancredi i Prison Break. Hun spillede også sammen med Lost-stjernen Josh Holloway i 2007-gyseren Whisper.

## Filmografi

### Film
- The Celestine Prophecy som Marjorie (2006)
- Whisper som Roxanne (2007)

### Tv
- Queens Supreme som Kate O'Malley (2003)
- Law & Order: Special Victims Unit som Jenny Rochester (2003)
- Dragnet som Kathryn Randall (2003)
- Tarzan som Jane Porter (2003)
- The Secret Service som Laura Kelly (2004)
- Numb3rs som Kim Hall (2005)
- Prison Break som Sara Tancredi (2005-2007)
- The Walking Dead som Lori Grimes (2010-2011)